# Metoda orbitali molekularnych
Metoda orbitali molekularnych – jedna z częściej stosowanych metod chemii kwantowej stosowana do opisu elektronów w cząsteczkach. W metodzie orbitali molekularnych zaniedbuje się korelację elektronów, czyli stosuje się przybliżenie jednoelektronowe.
W myśl tego przybliżenia każdemu elektronowi przypisuje się oddzielny orbital molekularny, opisujący stan tego elektronu w polu jąder wszystkich atomów, z których składa się cząsteczka.
Metoda ta jest nazywana metodą ab initio, jeśli oblicza się wszystkie występujące w niej całki; ma natomiast charakter półempiryczny (metoda Hückla, CNDO, INDO, MINDO ...) jeśli, niezależnie od innych przybliżeń charakterystycznych dla danej metody, niektóre całki traktuje się jako parametry empiryczne.